# Oxyjulis californica
Oxyjulis californica és una espècie de peix de la família dels làbrids i de l'ordre dels perciformes que es troba des de Salt Point (Califòrnia, Estats Units) fins a la Península de Baixa Califòrnia (Mèxic).
Els mascles poden assolir els 25 cm de longitud total.